# Joma
Joma (испанское произношение: [ˈxoma] — Хо́ма) — испанский производитель спортивной одежды и обуви. Головной офис находится в испанском городке Портильо-де-Толедо в провинции Толедо, Испания. Название компании происходит от имени сына основателя Хосе Мануэля, который в настоящее время является президентом компании.

## История
Компания основана Фруктуосо Лопесом (Fructuoso López) в 1965 году. Изначально специализировалась на производстве обычной обуви, штат компании насчитывал лишь 8 человек. В 1968 году бренд решил сосредоточиться на сегменте обуви для спорта и отдыха. В 1980 году компания впервые представила себя на выставке ISPO (Международная выставка спортивных товаров и спортивной моды) в Мюнхене, на заводе уже работало более 70 сотрудников. За 50 лет своего существования Joma превратилась в транснациональную компанию. В настоящее время специализируется на футбольной, баскетбольной, гандбольной, волейбольной и легкоатлетической экипировке. Является официальным спонсором Олимпийских комитетов многих стран. На Олимпиаде в Рио-де-Жанейро бренд выступал партнёром олимпийских комитетов Испании, Португалии, Мексики, Болгарии и др.

## Деятельность

### Футбол
Экипирует следующие национальные сборные по футболу (данные на январь 2020 года):
- Болгария
- Гватемала
- Гондурас
- Зимбабве
- Кения
- Кыргызстан
- Куба
- Мальдивы
- Никарагуа
- Румыния
- Тринидад и Тобаго
- Украина

### Футбольные клубы
- Аталанта
- Андерлехт
- Бумпром
- Вильярреал
- Гавр
- Гомель
- Днепр-Могилёв
- Иртыш Омск
- Ислочь
- Истра 1961
- Кривбасс
- Кайрат
- Женис
- Леганес
- Локомотив (Москва)
- Металлург (Липецк)
- Норвич Сити
- Пасуш де Феррейра
- Риека
- Славия-Мозырь
- Торино
- Уфа
- Хиберниан
- Хоффенхайм
- ЦСКА (Москва)
- Эллас Верона
- Динамо (Махачкала)

### Олимпийские комитеты
- Болгария
- Мальта
- Мексика
- Марокко
- Молдавия
- Португалия
- Испания
- Армения
- Казахстан
- Чехия

### Футзал
- Семей
- Интер Мовистар
- Эль-Посо

Компания активно работает также с Паралимпийскими комитетами.
Joma поставляет товары для футбола, мини-футбола, волейбола, баскетбола, гандбола и легкой атлетики большому числу спортивных клубов и национальных федераций в Европе, Латинской Америке, Азии и Африке. Компания также имеет спонсорские соглашения с отдельными спортсменами.А также Экипирует  национальную сборную Армении по всем видам спорта (кроме футбола).